# Argajasch
Argajasch (russisch Аргая́ш) ist ein Dorf (selo) in der Oblast Tscheljabinsk (Russland) mit 10.061 Einwohnern (Stand 14. Oktober 2010).

## Geographie
Das Dorf liegt im südöstlichen Vorland des Ural, etwa 50 km Luftlinie nordwestlich der Oblasthauptstadt Tscheljabinsk am westlichen Ufer des gleichnamigen, abflusslosen Sees.
Argajasch ist Verwaltungszentrum des gleichnamigen Rajons Argajasch. 60 % der Bevölkerung des Rajons sind Baschkiren.

## Geschichte
Der Ort wurde 1895 im Zusammenhang mit dem Bau der Eisenbahnstrecke Tscheljabinsk – Jekaterinburg gegründet. Das in älterer Form als Jargojasch anzutreffende Toponym kann auf die baschkirischen Worte jar und kojasch für Ufer und Sonne zurückgeführt werden, bedeutet also etwa Sonniges Ufer.
Auch die östlich des Uralhauptkammes liegenden, vorwiegend von Baschkiren bewohnten Gebiete wurden wie das westlich gelegene Hauptsiedlungsgebiet Ende 1917/Anfang 1918 vom Baschkirischen Zentralrat zu Teilen des zunächst Kleinbaschkirien genannten autonomen Territoriums erklärt. Dazu gehörte die Gegend um Argajasch. Nach Gründung der Baschkirischen ASSR am 23. März 1919 wurde der Ort Zentrum des Kantons Argajasch der Baschkirischen ASSR als Enklave innerhalb der damaligen Oblast Ural. Mit Gründung der Oblast Tscheljabinsk am 17. Januar 1934 ging das Gebiet an diese als baschkirischer Nationalkreis Argajasch über. Der Nationalkreis bestand aber nur wenige Monate und wurde am 17. November 1934 in einen gewöhnlichen Rajon mit Verwaltungszentrum in Argajasch umgewandelt.

### Bevölkerungsentwicklung
| Jahr | Einwohner |
| ---- | --------- |
| 1926 | 1.403     |
| 1939 | 4.870     |
| 1959 | 7.373     |
| 1970 | 8.683     |
| 1979 | 9.601     |
| 1989 | 10.526    |
| 2002 | 10.170    |
| 2010 | 10.061    |

Anmerkung: Volkszählungsdaten

## Kultur und Sehenswürdigkeiten
Im Westen des Rajons, knapp 20 km von Argajasch entfernt, liegt der Uwildy-See, ein Erholungsgebiet lokaler Bedeutung. In den unweit des Sees gelegenen Dörfern Gubernskoje und Kusnezkoje sind russisch-orthodoxe Kirchen aus dem 19. Jahrhundert erhalten. Im Rajon liegen archäologische Fundstätten aus der Jungsteinzeit (Staro-Sobolewo und Nowo-Sobolewo beim Dorf Norkino).

## Wirtschaft und Infrastruktur
In Argajasch gibt es Betriebe der Land- und Forstwirtschaft sowie der Lebensmittelindustrie. 30 Kilometer nördlich befindet sich kerntechnische Anlage Majak.
Die Siedlung liegt an der Eisenbahnstrecke Jekaterinburg – Tscheljabinsk (Streckenkilometer 192). Durch den Ort führt die Straße, die die M36 nördlich Tscheljabinsk mit den Städten Kyschtym, Osjorsk und Kasli verbindet und weiter in den Nordwesten der Oblast führt.